# Собор Георгія Побідоносця (Макіївка)
Макіївський Собор Георгія Побідоносця — православний храм, собор Донецької і Маріупольської єпархії УПЦ МП, зведений у середині 1990 — на початку 2000-х років у місті Макіївці (Донецька область) у візантійсько-руському стилі; великий духовний осередок і одна з найбільших новобудов Макіївки у останні 20 років.
Храм зведений у візантійсько-руському стилі. Верхня точка головного хреста — 46 метрів.

## З історії зведення
У вересні 1993 року затверджено дозвіл на будівництво в Макіївці собору Святого великомученика Георгія Побідоносця, і вже у листопаді того ж року відбулося освячення каменя, закладеного в основу майбутнього православного храму. Хресним ходом і урочистим богослужінням відав єпископ Донецький і Слов'янський Іполит.
У березні 1994 року у перші дні Великого посту релігійній громаді була передана невелика двоповерхова будівля, що входила, згідно з генпланом, до території майбутнього собору. У Пречистий четвер, напередодні Великодня 1994 року, в ній відбулося перше богослужіння. У жовтні 1995 року вже понад 100 осіб відвідували заняття в огласительному училищі в Свято-Троїцькому храмі-каплиці при Свято-Георгіївському соборі, Проект п'ятибанної будівлі виконано в осучаснених історичних формах (архітектор Дмитро Яблонський). У грудні 1995 року завершено роботи з нульового циклу зведення храму, закладено першу цеглину стіни собору.
У 2-й половині 1990-х років тривало інтенсивне будівництво стін собору, який все більше почав привертати увагу городян. Відбулося перше засідання опікунської ради з будівництва храму, до якого увійшли керівники понад 30 підприємств. Зокрема, одним з найактивніших будівничих і піклувальників — і грошима, і трудящими, став трест «Макіївшахтобуд».
У жовтні 1998 року закінчено зведення цегляної кладки стін куполів храму. Приступили до виконання монолітних залізобетонних конструкцій сферичних склепінь. Освоєно 2,8 млн. гривень із запланованих 7,2 млн грн.
У листопаді 1998 року Предстоятель УПЦ МП митрополит Володимир відвідав будмайданчик Свято-Георгіївського собору. За визнанням архімандрита Варнави тоді ж — це подія десятиліття духовного життя Макіївки.
Під час бетонування південно-західного купола собору в травні 1999 року в його масив була вкладена частинка Успенського храму Києво-Печерської лаври, що став прообразом макіївського собору. Завершено облаштування центрального купола і розпочато покриття його покрівельною міддю. У серпні того ж року споруджено хрест на головний купол кафедрального собору Святого Георгія Побідоносця. Всі хрести освячені єпископом Донецьким і Маріупольським Іларіоном. Він вручив грамоти «У благословення за старанні труди на славу святої Церкви» в.о. міського голови Василю Джарти, генеральному директору ДХК «Донбасшахтобуд» Анатолію Шульзі, бригадирові комплексної бригади Івану Онежку. У вересні 2000 року за заслуги перед Церквою орденом «Різдва Христового 2000» 1-го ступеня нагороджений макіївський голова Василь Джарти — нагороду вручав особисто глава УПЦ МП митрополит Київський і Всієї України Володимир.
У жовтні того ж (2000) року На Свято-Георгіївському соборі в Макіївці були закінчені покрівельні роботи. Храмові хрести були виготовлені донецьким заводом «Точмаш». На них пішло 65 «книжок» сусального золота по 60 листочків у кожній. Наближалася до завершення внутрішня штукатурка храму.
У березні 2001 року сплив термін договору з ДХК «Донбасшахтобуд» і підрядник залишив будмайданчик, але опоряджувальні роботи в храмі тривали надалі. У квітні того ж року в собор доставили дві ікони, пожертвувані прихожанами храму св. Петра і Павла з Харцизька. Обидві ікони написав макіївчанин-іконописець Сергій Полинков. У січні 2002 року собор отримав чудове церковне начиння, виготовлене в російському місті Софіне: вінчальні вінці, позолочену дарохранительницю, чашу з камінням, різьблений аналой, запрестольний семисвічник, ковчег для жертвоприношень.
Нарешті у березні 2002 року макіївський міський голова Василь Джарти передав приходу «Свідоцтво на право власності» на будівлю Свято-Георгіївського собору.
У період 2009—10 роки тривали роботи з оздоблення макіївського собору — над його фасадом працювали художники-майстри мозаїки з майстерні церковної мозаїки «Byzantica» (м. Сімферополь), що створили мозаїчні ікони Святих первосвящеників Мельхиседека та Аарона, Великомученика Георгія Побідоносця, а так само двох Херувимів — над північним і південним входами.

## Джерело-посилання
- Макіївка. Собор Георгія Побідоносця. на sobory.ru (Народний каталог православної архітектури. Церкви і монастирі Росії та світу) (рос.)
- Мозаїки Собору Георгія Побідоносця в Макіївці. [Архівовано 28 вересня 2010 у Wayback Machine.] на byzantica.ucoz.ru (Сайт мозаїчної майстерні «Byzantica». Фотографії процесу роботи над мозаїками.) [Архівовано 25 вересня 2010 у Wayback Machine.] (рос.)